# Epinephelus macrospilos
 Epinephelus macrospilos és una espècie de peix de la família dels serrànids i de l'ordre dels perciformes.

## Morfologia
Els mascles poden assolir els 51 cm de longitud total.

## Distribució geogràfica
Es troba des de Kenya fins a KwaZulu-Natal (Sud-àfrica) i el Pacífic central.